# Eksäckspindel
Eksäckspindel (Clubiona brevipes) är en spindelart som beskrevs av John Blackwall 1841. Eksäckspindel ingår i släktet Clubiona och familjen säckspindlar. Arten är reproducerande i Sverige. Inga underarter finns listade i Catalogue of Life.